# (2983) Полтава
2983 Полтава (2983 Poltava) — астероид главного пояса, открыт 2 сентября 1981 года Черных Н. С. в Крымской астрофизической обсерватории
Астероид назван в честь города Полтавы. Перед присвоением имени носил название (2983) 1981 RW2.